# 박강우
박강우(1980년 7월 19일 ~ )은 KIA 터이거즈의 전 야구 선수다. 통산 1이닝 1실점을 기록했다. 현재 도개고등학교의 감독이다.

## 출신 학교
- 광주수창초등학교 1994년
- 광주동성중학교 1997년
- 광주동성고등학교 2000년
- 성균관대학교 2004년

## 등번호
- 기아타이거즈 43 (2004~2005)
- LG트윈스 31 (2006)

## 같이 보기
- 2004년 KIA 타이거즈 시즌